# 中央競馬ピーアール・センター
株式会社中央競馬ピーアール・センター（ちゅうおうけいばピーアール・センター）とは日本中央競馬会（JRA）の機関広報誌『優駿』やDVDソフト・各種グッズなどの制作・販売、イベント開催、場内映像システムの運用等を行っているJRAの子会社である。

## 概要
1978年（昭和53年）10月1日に設立された組織で中央競馬および馬の文化についての印刷物の発行、イベント運営、場内映像システム、競馬場内の小売店の運営、および資料保存と著作権管理などを主業務としている。主に機関誌である『優駿』の発行元として知られ、このほかでは優駿に関連した書籍・グッズ、また競馬場で配布されるレーシングプログラムの製作も行っている。
また競馬・馬に関する映像の制作・保守業務も請け負っており、競馬場内の映像施設の保守などを行っている。同社が記録した調教の映像や関係者によるインタビューといった映像は保管されており、ウェブ上でこれらを閲覧できる「JRAレーシングビュアー」という有料サービスも行っている。